# ریزوکسین
ریزوکسین (به انگلیسی: Rhizoxin) با فرمول شیمیایی C۳۵H۴۷NO۹ یک ترکیب شیمیایی با شناسه پاب‌کم ۱۱۹۶۹۵۶۷ و جرم مولی آن ۶۲۵٫۷۴۹ g/mol می‌باشد. این ترکیب دارای خواص مهار میتوز می‌باشد که در درمان سرطان استفاده می‌شود.